# Tatranská magistrála
Die Tatranská magistrála (auch Turistická magistrála oder kurz Magistrála, deutsch Magistrale oder auch Oberer Touristenweg) ist ein rot markierter Wanderweg an den Südhängen der West- und der Hohen Tatra in der Slowakei und der längste durchgehende Wanderweg in diesen Gebirgen.

## Geschichte
Die ersten Überlegungen zur Errichtung eines solchen Wanderwegs veröffentlichte Hugo Jeltsch im Jahrbuch 1903 des Ungarischen Karpathenvereins, angeregt durch einen kurz zuvor angelegten Weg zwischen den Tälern Batizovská dolina und Velická dolina. Es bestanden schon damals einige Teilabschnitte, die aber nicht zusammenhängend waren. 1923, nach der Gründung der Tschechoslowakei, veröffentlichte Petr Karel (unter dem Pseudonym Karel Petrovič) einen Artikel in der Zeitschrift Krásy Slovenska über einzelne Wanderwege zwischen den Tatratälern und erklärte den Wunsch, sie zu einem „Oberen Tatraweg“ zusammenzuführen und schlug den Namen Sokolská cesta (Sokol-Weg) vor. Der Klub Tschechoslowakischer Touristen errichtete mit Hilfe eines Staatszuschusses von 1931 bis 1937 den Weg, wobei Soldaten der Tschechoslowakischen Armee einen namhaften Beitrag leisteten.
Seither wurde die Trasse mehrmals geändert: eine kürzere Verbindung zwischen den Gebirgsseen Batizovské pleso nach Velické pleso entstand 1949. Der früher bestehende 19 Kilometer lange Teilabschnitt vom Sattel Kopské sedlo über den Hauptkamm der Belaer Tatra bis Tatranská Kotlina ist seit 1978 für Touristen wegen der Sperre des fast gesamten Gebirges nicht mehr offiziell zugänglich.

## Verlauf

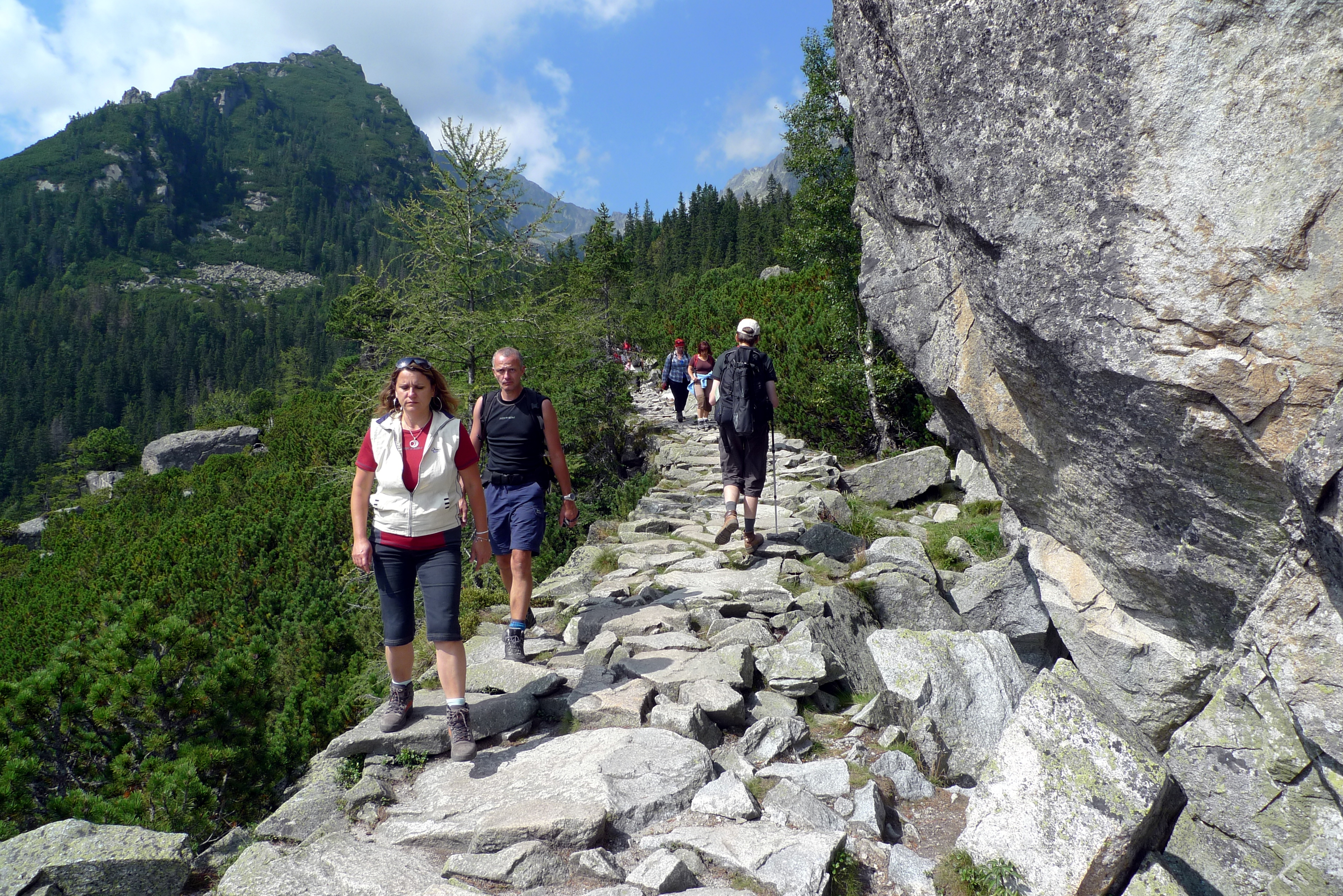
Die Magistrale zwischen Hrebienok und Skalnaté pleso

Die Länge der Magistrale beträgt ungefähr 73 Kilometer, mit dem Anfang oberhalb von Jalovec und dem Ende am Bergsee Veľké Biele pleso. In einigen Quellen ist nur der 46,2 Kilometer lange Abschnitt zwischen Podbanské und Veľké Biele pleso als Teil der Magistrale geführt.
Das westliche Ende des rot markierten Wegs befindet sich am Abzweig Jalovecká dolina, ústie (815 m n.m.) oberhalb von Jalovec. Ab dort führt der Wanderweg ostwärts durch den Fuß der Westtatra und trifft auf dem Weg nach Podbanské (930 m n.m.) die Mündungen der Täler Jalovecká dolina, Žiarska dolina, Úzka dolina und Bystrá dolina. In Podbanské beginnt der Abschnitt durch die Hänge der Hohen Tatra: unterwegs nach Štrbské Pleso (1355 m n.m.) überschreitet der Weg kurz hinter Podbanské die Höhe von 1000 m n.m. und passiert den Ausgangspunkt Tri studničky (1140 m n.m.) und das Tal Važecká dolina unterhalb des Kriváň sowie das untere Ende des Tals Furkotská dolina, bevor er das Ufer des Bergsees Štrbské pleso erreicht.
Hinter Štrbské Pleso wendet sich die Trasse nach Norden und über den Rücken Trigan unterhalb der Patria kommt sie zum Bergsee Popradské pleso (1510 m n.m.) im Zlomiská-Tal. Danach beginnt ein kehrenreicher Aufstieg ostwärts bis zum 1966 m n.m. hohen Sattel Sedlo pod Ostrvou unterhalb des namensgebenden Bergs Ostrva und der Weg führt weiter durch das Tal Štôlska dolina, wo sich am Hang der Tupá der (nicht markierte) höchstgelegene Punkt auf etwa 2045 m n.m. befindet, zum Bergsee Batizovské pleso (1844 m n.m.) unter dem Massiv des Gerlachovský štít, dann zum Berghotel Sliezsky dom (1670 m n.m.), bevor der Weg über die Mündung des Tals Slavkovská dolina den Erholungsort Hrebienok (1275 m n.m.) am Fuße des Slavkovský štít, oberhalb von Starý Smokovec, erreicht.
Danach beginnt ein generell gegen Norden führender stufenweiser Aufstieg durch die Abzweigungen bei Berghütten Rainerova chata (1305 m n.m.) und Zamkovského chata (1460 m n.m.) in den Mündungen der Täler Veľká Studená dolina und Malá Studená dolina bis zur Hütte Skalnatá chata (1725 m n.m.) und kurz danach Skalnaté pleso (1755 m n.m.) im Tal Skalnatá dolina. Im letzten Teilabschnitt erreicht der Weg den 2023 m n.m. hohen Sattel Sedlo pod Svišťovkou unterhalb des Bergs Veľká Svišťovka, bevor er durch einen weiteren kehrenreichen Abschnitt zuerst die Berghütte Chata pri Zelenom plese (1550 m n.m.) am Bergsee Zelené pleso und dann den Endpunkt, den Bergsee Veľké Biele pleso (1615 m n.m.), alle im Talsystem der Dolina Kežmarskej Bielej vody, erreicht. Hier befindet sich das Ende der Magistrale, die rote Markierung führt jedoch weiter Richtung Sattel Kopské sedlo, Gemeinde Ždiar nördlich der Belaer Tatra und Staatsgrenze Polen-Slowakei bei Veľká Franková.
Ein Großteil des Wanderwegs ist ganzjährig geöffnet. Eine Wintersperre vom 1. November bis zum 31. Mai des Folgejahres gilt für die folgenden Abschnitte: vom Abzweig Trigan zum Abzweig am Popradské pleso (Ausweichroute über den parallel verlaufenden grün markierten „Winterweg“), vom Abzweig am Popradské pleso zum Berghotel Sliezsky dom sowie vom Observatorium Skalnaté Pleso zum Bergsee Zelené pleso.